# Gordon Tootoosis
Gordon Tootoosis (Reserva Poundmaker, Saskatchewan, 25 d'octubre de 1941 - Saskatoon, Saskatchewan, 5 de juliol de 2011) va ser un actor canadenc aborigen d'origen cree i stoney. Tootoosis era un descendent de Yellow Mud Blanket, germà del famós líder cree Pîhtokahanapiwiyin. Va ser aclamat pel seu compromís amb la preservació de la seva cultura i l'explicació d'històries de la seva gent. Una vegada va dir: "El lideratge consisteix en la submissió al deure, no l'elevació al poder". Va ser membre fundador de la junta directiva de la Saskatchewan Native Theatre Company. Tootoosis va oferir estímul, suport i formació als aspirants a actors aborígens. Va exercir com a principal activista cree tant com a treballador social com a cap de banda. A Open Season i a Boog and Elliot's Midnight Bun Run Tootoosis era la veu del sheriff Gordy.
El 29 d'octubre de 2004 va passar a ser membre de l'Ordre del Canadà. La cerimònia d'investidura va tenir lloc el 9 de setembre de 2005. La seva cita el reconeix com un model inspirador per als joves aborígens. Observa que, com a actor veterà, va retratar personatges memorables en produccions cinematogràfiques i televisives al Canadà i als Estats Units.